# Monument (London)

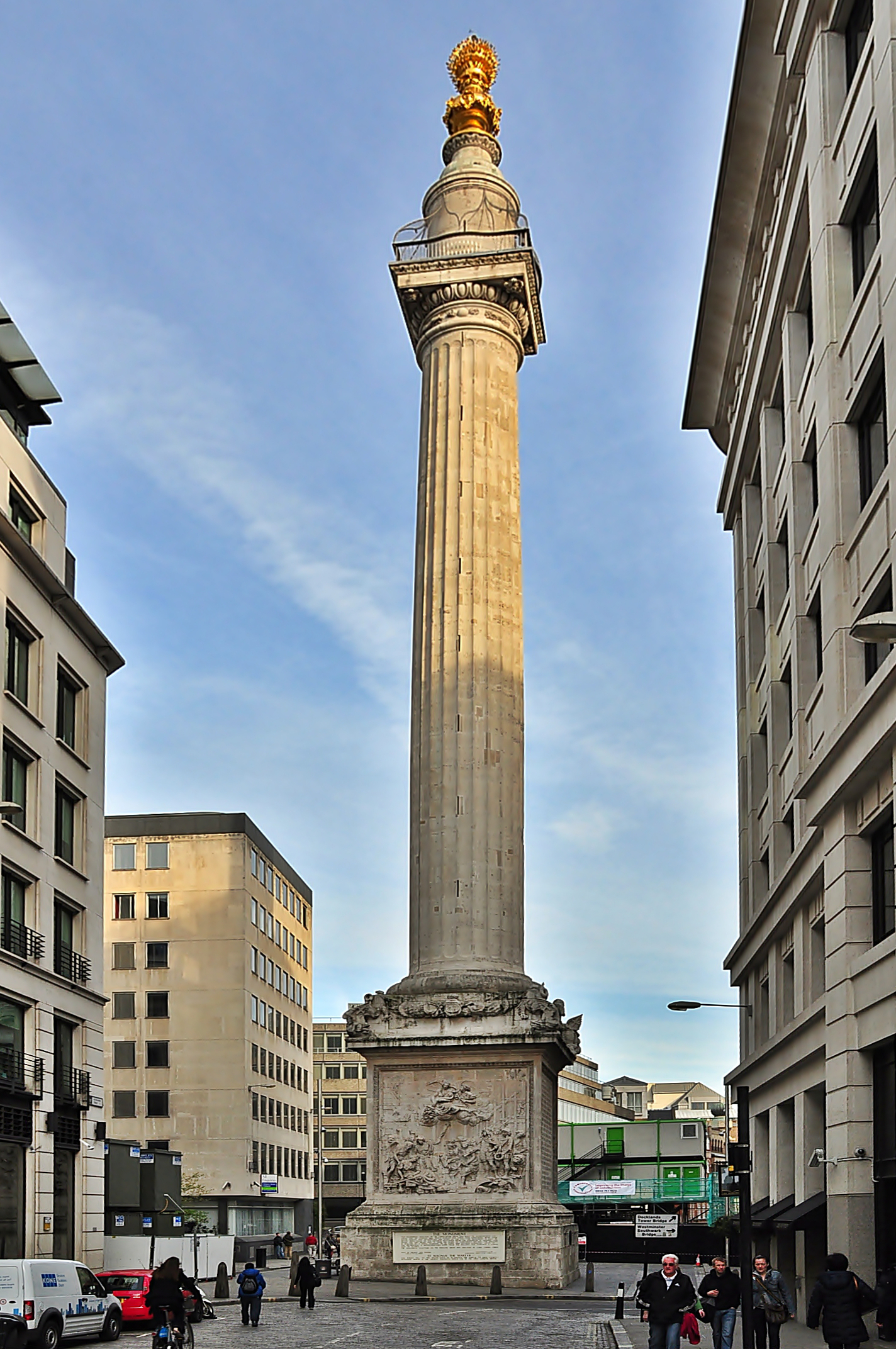
Das Monument

Das Monument (offiziell: The Monument to the Great Fire of London) an der Fish Street im Zentrum der Londoner City erinnert an den großen Stadtbrand von 1666. Die 62 Meter hohe dorische Säule, die von einer Aussichtsplattform und einer vergoldeten Urne gekrönt wird, wurde zwischen 1671 und 1677 im Zuge der Wiederaufbaumaßnahmen nach dem verheerenden Brand errichtet. Das Bauwerk wurde von Robert Hooke und Christopher Wren entworfen.
Die Höhe der Säule von 62 Metern markiert exakt die Distanz zwischen dem Standplatz und der ehemaligen Bäckerei von Thomas Farynnor in der Pudding Lane, in der das Feuer in der Nacht zum 2. September 1666 ausgebrochen war. Auf dem quadratischen Sockel der Säule befinden sich Reliefs und Inschriften, die an die Brandkatastrophe erinnern, in der innerhalb von vier Tagen vier Fünftel der Londoner Innenstadt zerstört wurden, darunter die alte St Paul’s Cathedral.
Das Monument ist für Besucher zugänglich: Eine Wendeltreppe in seinem Inneren führt mit 311 Stufen auf eine Plattform unterhalb der Urne, die eine Aussicht über weite Teile Londons bietet. Jeder Besucher, der die 311 Stufen bewältigt hat, erhält nach dem Abstieg eine Urkunde mit seinem Namen, auf der die Geschichte und Bedeutung des Bauwerks erläutert werden. Die Aussichtsplattform wurde Mitte des 19. Jahrhunderts mit einem Käfig umschlossen, um Suizide zu verhindern. Zwischen 1788 und 1842 hatten sich insgesamt sechs Menschen vom Monument herab in den Tod gestürzt.
Zusätzlich diente das Monument als wissenschaftliches Instrument. Der Schaft wurde als Zenitteleskop benutzt. Außerdem wurden Schwerkraft- und Pendelexperimente durchgeführt. Unterhalb der Säule ist ein unterirdisches Labor. Durch die Erschütterungen der Umgebung war das wissenschaftliche Leben im Monument jedoch nur von kurzer Dauer.
Nach dem Denkmal ist auch die in unmittelbarer Nähe gelegene U-Bahn-Station Monument benannt.
Nach der eineinhalb Jahre währenden Restaurierung des Turms ist die Aussichtsplattform seit Anfang 2009 wieder zugänglich. Die baulichen Arbeiten hatten 4,5 Millionen Pfund Sterling gekostet. Laut Presseberichten handelt es sich um die höchste freistehende Steinsäule der Welt. Dieser Turm ist gut neun Meter höher als die bei Touristen bekanntere Nelsonsäule.
2019 wurde das Monument von rund 182.000 Personen besucht, 2024 betrug die Besucherzahl etwa 104.000 Personen.